# Cespitularia taeniata
Cespitularia taeniata är en korallart som beskrevs av May 1899. Cespitularia taeniata ingår i släktet Cespitularia och familjen Xeniidae. Inga underarter finns listade i Catalogue of Life.